# Mino Doro
Erminio Napoleone Gioanni Doro Costa di Vernassino est un acteur italien né le 6 mai 1903 à Venise et mort le 13 avril 1992 à Marino.
Il est connu sous le diminutif de Mino Doro.

## Biographie

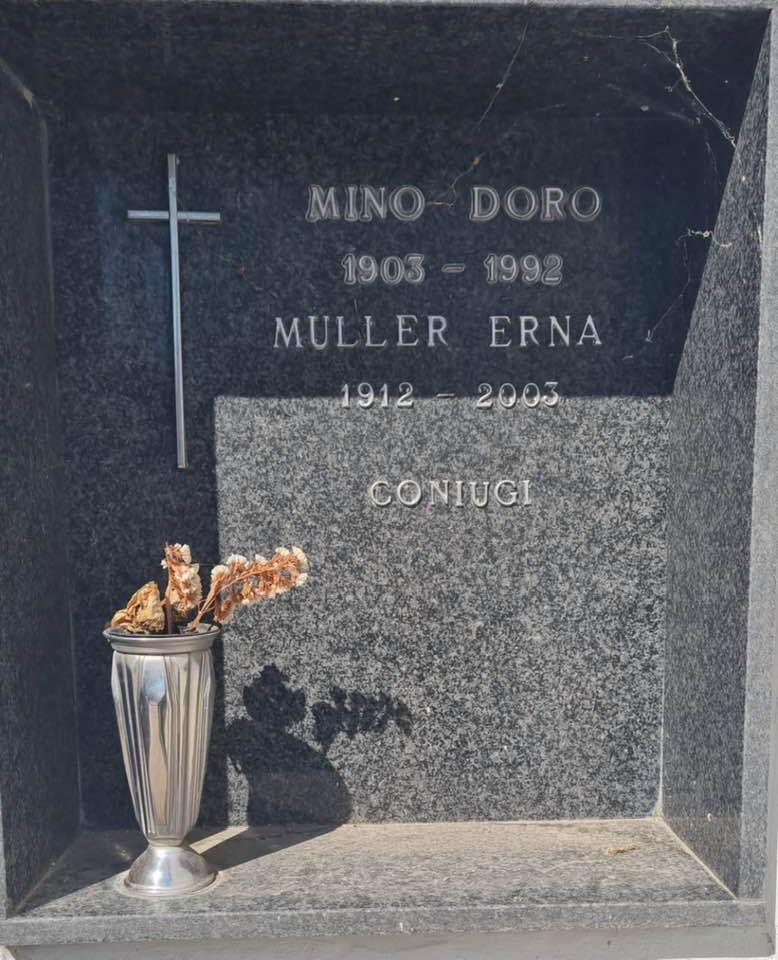
Tombe de Mino Doro dans le cimetière monumental de Marino

Au cinéma, Mino Doro contribue entre 1932 et 1970 à plus de cent films, majoritairement italiens. S'y ajoutent toutefois de nombreuses coproductions (notamment franco-italiennes), ainsi que quatre films américains, dont Ben-Hur de William Wyler (1959, avec Charlton Heston dans le rôle-titre ) et Quinze jours ailleurs de Vincente Minnelli (1962, avec Kirk Douglas et Edward G. Robinson).
Parmi ses autres films notables, mentionnons Le Bandit d'Alberto Lattuada (1946, avec Amedeo Nazzari et Carla Del Poggio), Les Week-ends de Néron de Steno (1956, avec Alberto Sordi dans le rôle-titre et Vittorio De Sica), La dolce vita (1960, avec Marcello Mastroianni et Anita Ekberg) et Huit et demi (1963, avec Marcello Mastroianni et Anouk Aimée) de Federico Fellini, ou encore La Grande Sauterelle de Georges Lautner (1967, avec Mireille Darc et Hardy Krüger).
À la télévision, Mino Doro apparaît dans une série américano-britannique en 1955, un téléfilm italien (parodiant Autant en emporte le vent) en 1964 et enfin un feuilleton italien en 1966.

## Filmographie

### Au cinéma (sélection)
(films italiens, sauf mention contraire ou complémentaire)
- 1932 : La Dernière Aventure (L'ultima avventura) de Mario Camerini
- 1933 : Le Masque qui tombe (Il trattaro scomparso) de Mario Bonnard (film franco-italien ; version italienne) : Carlo
- 1933 : Je vous aimerai toujours (T'amerò sempre) de Mario Camerini : Comte Diego
- 1934 : La signora Paradiso d'Enrico Guazzoni : Delfo Delfi
- 1934 : La fanciulla dell'altro mondo de Gennaro Righelli : Rigo
- 1934 : Tenebre de Guido Brignone : Emerson
- 1934 : Quella vecchia canaglia de Carlo Ludovico Bragaglia : Giovanni
- 1934 : La Vieille Garde (Vecchia guardia) d'Alessandro Blasetti : Roberto
- 1936 : Musica in piazza de Mario Mattoli
- 1936 : Les Deux Sergents (I due sergenti) d'Enrico Guazzoni : Sergent Roberto Magni
- 1936 : L'anonima Roylott de Raffaelo Matarazzo
- 1937 : Marcella de Guido Brignone : Renato
- 1937 : Il dottor Antonio d'Enrico Guazzoni : Prospero
- 1938 : Pietro Micca d'Aldo Vergano : Colonel Brunet
- 1939 : Ho visto brillare le stelle d'Enrico Guazzoni : Topini
- 1940 : Cœurs dans la tourmente (Cuori nella tormenta) de Carlo Campogalliani : Piero Trentin
- 1941 : Il re d'Inghilterra non paga de Giovacchino Forzano : Le premier Antellesi
- 1943 : Harlem de Carmine Gallone : Bill Black
- 1945 : Sept femmes, sept destins (Nessuno torna indietro) d'Alessandro Blasetti : Dino Rizzi
- 1945 : Monte Miracolo de Luis Trenker (film italo-autrichien) : Corrado Conti
- 1946 : Le Bandit (Il bandito) d'Alberto Lattuada : Mirko
- 1950 : La Maudite (Margherita da Cortona) de Mario Bonnard
- 1950 : Miss Italie (Miss Italia) de Duilio Coletti : Guidi
- 1953 : Il prezzo dell'onore de Ferdinando Baldi : Don Nicola
- 1953 : Phryné, courtisane d'Orient (Frine, cortigiana d'Oriente) de Mario Bonnard : Osco
- 1953 : Le Secret de la Casbah (Dramma nella Kasbah) d'Edoardo Anton et Ray Enright (film italo-américano-britannique) : Major C. Blanc
- 1954 : Il seduttore de Franco Rossi : Commandant
- 1955 : Un héros de notre temps (Un eroe di nostri tempi) de Mario Monicelli : Professeur Bracci
- 1955 : Les Anges aux mains noires (La ladra) de Mario Bonnard (film franco-italien) : Maître Arrighi
- 1956 : Guerre et Paix (War and Peace) de King Vidor (film américain) : Général russe (non crédité)
- 1956 : Mi permette, babbo! de Mario Bonnard : Maître Santini
- 1956 : Guardia, guardia scelta, brigadiere e maresciallo de Mauro Bolognini : Colonel-examinateur
- 1956 : Les Week-ends de Néron (Mio figlio Nerone) de Steno (film franco-italien) : Corbulone
- 1957 : Madame, le Comte, la Bonne et moi (Il conte Max) de Giorgio Bianchi (film italo-espagnol) : Major Guido Amadori
- 1958 : L'Esclave d'Orient (Afrodite, dea dell'amore) de Mario Bonnard : Crepilo
- 1958 : Ladro lui, ladra lei de Luigi Zampa : Gaetano Accursio
- 1959 : Les Légions de Cléopâtre (Le legioni di Cleopatra) de Vittorio Cottafavi (film franco-italo-espagnol) : Domiziano
- 1959 : Les Derniers Jours de Pompéi (Gli ultimi giorni di Pompei) de Mario Bonnard et Sergio Leone (film italo-germano-espagnol) : Le consul
- 1959 : Ben-Hur de William Wyler (film américain) : Valerius Gratus (non crédité)
- 1960 : Messaline (Messalina, Venere imperatrice) de Vittorio Cottafavi : Claudius
- 1960 : La dolce vita de Federico Fellini (film franco-italien) : L'amant de Nadia
- 1960 : La Grande Pagaille (Tutti a casa) de Luigi Comencini (film franco-italien) : Major Nocella
- 1960 : Il corazziere de Camillo Mastrocinque : Le fédéral
- 1960 : Gastone de Mario Bonnard : Cavallini
- 1961 : Hercule contre les vampires (Ercole al centro della terra) de Mario Bava et Franco Prosperi : Keros
- 1961 : Une vie difficile (Una vita difficile) de Dino Risi : Gino Laganà
- 1961 : Les Horaces et les Curiaces (Orazi e Curiazi) de Ferdinando Baldi et Terence Young : Caius
- 1961 : I masnadieri de Mario Bonnard
- 1961 : Hercule à la conquête de l'Atlantide (Ercole alla conquista di Atlantide) de Vittorio Cottafavi (film franco-italien) : Oraclo
- 1962 : Le Commissaire (Il commissario) de Luigi Comencini : Colonel Di Pietro
- 1962 : Miracle à Cupertino (The Reluctant Saint) d'Edward Dmytryk (film américain)
- 1962 : Quinze Jours ailleurs (Two Weeks in Another Town) de Vincente Minnelli (film américain) : Tucino
- 1963 : Huit et demi (Otto e mezzo) de Federico Fellini (film franco-italien) : L'agent de Claudia
- 1963 : Le Signe de Zorro (Il segno di Zorro) de Mario Caiano (film franco-italo-espagnol) : Don Luis
- 1963 : Rocambole de Bernard Borderie (film franco-italien) : L'avocat
- 1964 : Un Américain à Rome (Panic Button) de George Sherman et Giuliano Carnimeo (film américain)
- 1964 : Un monsieur de compagnie de Philippe de Broca (film franco-italien) : Professeur Gaetano
- 1964 : Rome contre Rome (Roma contro Roma) de Giuseppe Vari : Lutezio
- 1964 : Deux Dangers publics (I due pericoli pubblici) de Lucio Fulci
- 1965 : Fantomas se déchaîne d'André Hunebelle (film franco-italien) : Le professeur suisse
- 1965 : Juliette des esprits (Giulietta degli spiriti) de Federico Fellini (film franco-germano-italien) : Un joueur (non crédité)
- 1965 : Super 7 appelle le sphinx (Superseven chiama Cairo), d'Umberto Lenzi (film franco-italien) : Le professeur
- 1966 : Du rififi à Paname de Denys de La Patellière (film franco-germano-italien) : Tony Ballesta
- 1966 : Avec la peau des autres de Jacques Deray (film franco-italien)
- 1966 : On a volé la Joconde de Michel Deville (film franco-italien)
- 1967 : Le Soleil des voyous de Jean Delannoy (film franco-italien) : Luigi Savani
- 1967 : La Grande Sauterelle de Georges Lautner (film franco-germano-italien) : Grubert
- 1967 : Peyrol le boucanier (L'avventuriero) de Terence Young : Dussard
- 1967 : Indomptable Angélique de Bernard Borderie (film franco-germano-italien) : Le commissaire-priseur (non crédité)
- 1970 : L'Assaut des jeunes loups (Hornets' Nest) de Phil Karlson et Franco Cirino (film italo-américain) : Le médecin italien

### À la télévision (intégrale)
- 1955 : Douglas Fairbanks, Jr., Presents, série
  - Saison 3, épisode 38 Big Nick de Lance Comfort (prêtre) et épisode 40 The Treasure of Urbano d'Harold Huth (Deledda)
- 1964 : L'Histoire de Scarlett O'Hara (La storia di Rossella O'Hara), téléfilm d'Antonello Falqui : John Wilkes
- 1966 : Quinta colonna, feuilleton de Vittorio Cottafavi : Collier